# Black Element Software
Black Element Software Co., LTD — студия, занимающаяся разработкой компьютерных игр, основанная в Праге. В 2010 году был приобретена компанией Bohemia Interactive.

## История
Black Element Software была основана в 2000 году сотрудниками студии Insanity, известной играми Testament и Testament II. Первая игра студии, Shade: Wrath of Angels, была выпущена 1 октября 2004 года. В 2005 году было создано объединение IDEA Games, состоящее из Black Element Software, Bohemia Interactive Studio и Altar Games.
30 сентября 2010 года Black Element Software была приобретена Bohemia Interactive. Bohemia Interactive заверила, что, несмотря на смену владельца, Black Element Software продолжит работать самостоятельно. После приобретения Black Element Software стала числиться дочерней компанией Bohemia Interactive.
По состоянию на 2014 год, Black Element Software занимается созданием 3D-моделей и оказанием аналогичных услуг для других студий.

## Игры и дополнения
- Shade: Wrath of Angels (2004)
- Alpha Prime (2007)
- ArmA: Queen's Gambit (2007)

## Игры, выпущенные под авторством Bohemia Interactive Studio
- Carrier Command: Gaea Mission (2012)